# Meinstedt
Meinstedt (niederdeutsch Meinst) ist ein kleiner Ortsteil der niedersächsischen Gemeinde Heeslingen im Landkreis Rotenburg (Wümme).

## Geographie
Meinstedt liegt etwa 2 km nördlich vom Kernort Heeslingen auf der Stader Geest. Meinstedt liegt zwischen den Bächen Stimbeck, der im Süden in die Oste mündet und dem Meinstedter Bach, der im Westen in die Twiste mündet. Nahe Meinstedt befinden sich der Jammersen Berg und zwischen Meinstedt und Heeslingen der Meinstedter Berg. Nahe Meinstedt befindet sich ein großes Moorgebiet, das Große Wittemoor, das zum Teil vom Landkreis renaturiert wurde.

### Nachbarorte
Nachbarorte sind Bohnste, Sellhoop, Wense und Brake im Nordosten, Boitzen im Osten, Osterheeslingen und Heeslingen im Südosten, Offensen und Brauel im Südwesten sowie Twistenbostel und Sassenholz im Nordwesten.

## Geschichte
Meinstedt wurde am 17. März 986 erstmals als Menstidi urkundlich erwähnt in einer Urkunde König Ottos III., in der das Verhältnis zwischen dem Kloster Heeslingen und dem Erzbistum Bremen geregelt wird.
Einer Sage zufolge habe Karl der Große mit seinem Gefolge geglaubt, dass er aus dem Meinstedter Moor nie mehr hinausfände. Er solle gesagt haben: „Hier ist meine Stätte“. Davon soll sich der Ortsname ableiten.
Im Ersten Weltkrieg sind zehn Soldaten aus Meinstedt gefallen oder werden vermisst und im Zweiten Weltkrieg waren es achtzehn.
Am Abend des 21. Mai 1945 wurde Heinrich Himmler auf seiner Flucht beim Überqueren einer Straße nahe Meinstedt von den Briten gefasst.
Der Fahrradweg nach Heeslingen wurde 2006 gebaut.

### Verwaltungsgeschichte
Vor 1885 gehörte Meinstedt zur Börde Heeslingen im Amt Zeven. Nach Inkrafttreten einer neuen Kreisordnung gehörte Meinstedt ab 1885 zum Kreis Zeven, der 1932 im Kreis Bremervörde aufging. Dieser fusionierte wiederum mit dem alten Landkreis Rotenburg (Wümme) 1977 zum jetzigen Landkreis Rotenburg (Wümme).
Meinstedt war Mitgliedsgemeinde der Samtgemeinde Heeslingen. Diese wurde im Zuge der Gemeindereform zum 1. März 1974 aufgelöst und Meinstedt wurde nach Heeslingen eingemeindet. Heeslingen ist Teil der Samtgemeinde Zeven.

### Einwohnerentwicklung
| Jahr             | Einwohner            |
| ---------------- | -------------------- |
| 1793             | 11 Feuerstellen      |
| 1824             | 11 Feuerstellen      |
| 1848             | 112 Leute, 22 Häuser |
| 1. Dezember 1871 | 135 Leute, 24 Häuser |
| 1. Dezember 1910 | 150                  |

### Religion
Meinstedt ist evangelisch-lutherisch geprägt und gehört zum Kirchspiel der Vitus-Kirche im benachbarten Heeslingen.
Für die wenigen Katholiken ist die Christ-König-Kirche in Zeven zuständig, die seit dem 1. November 2006 zur Kirchengemeinde Corpus Christi in Rotenburg gehört.

## Politik

### Ortsbeauftragter
Ortsbeauftragter ist Ratsherr Hans-Peter Brinkmann.

## Kultur, Sehenswürdigkeiten, Infrastruktur
- In der Liste der Baudenkmale in Heeslingen ist ein Baudenkmal eingetragen: Wohn- und Wirtschaftsgebäude Echtbein 4 aus der zweiten Hälfte des 19. Jahrhunderts in Fachwerk
- Freiwillige Feuerwehr
- Die Dorfschule schloss 1962. In dem Gebäude befindet sich heute ein Kinderheim.[9]
- Kriegerdenkmal für die Gefallenen der beiden Weltkriege

## Wirtschaft und Verkehr
Vor Ort gibt es einige Gewerbebetriebe sowie zwei große landwirtschaftliche Betriebe mit Biogasanlagen.
Durch das Dorf verläuft die Kreisstraße 110, die im Norden über Sassenholz und Anderlingen nach Ohrel und im Südosten nach Heeslingen zur Landesstraße 124 führt. Eine Nebenstraße verbindet Meinstedt des Weiteren mit Offensen.
Die nächsten Bahnhöfe befinden sich etwa 18 km entfernt in Kutenholz und Brest-Aspe an der Bahnstrecke Bremerhaven–Buxtehude.

## Persönlichkeiten
- Lütje Micheels (1841–1918), Lehrer und Organist, für ein halbes Jahr Lehrer in Malstedt
- Albert Lemmermann (1871–1959), plattdeutscher Schriftsteller, geboren in Meinstedt